# Cassiopeia A
Cassiopeia A (Cas A) ist ein Supernova-Überrest im Sternbild Cassiopeia in rund 11.000 Lichtjahren Entfernung, der einen Durchmesser von zirka 10 Lichtjahren hat. Heute ist er die stärkste extrasolare Radioquelle am Himmel.

## Entstehung
Er ist der Überrest einer Supernovaexplosion, die auf der Erde um das Jahr 1680 hätte beobachtet werden können, wenn sie nicht hinter Gas- und Staubwolken stattgefunden hätte. Möglicherweise erschien die Supernova als ein Stern sechster Größe, den der Astronom John Flamsteed am 16. August 1680 als Stern 3 Cassiopeiae katalogisierte, aber seither nicht mehr auffindbar ist. Ein erster sicherer Hinweis in Form einer starken Radioquelle wurde durch den Pionier der Radioastronomie Grote Reber gefunden und im Jahr 1944 beschrieben. Allerdings hat erst die genauere Beobachtung von Martin Ryle und Francis Graham-Smith mit dem Long Michelson Interferometer  es im Jahr 1948 als scheinbar punktförmige Quelle charakterisiert – eine der ersten entdeckten überhaupt – und das Interesse geweckt. Die optische Identifizierung mit einem Nebel gelang Anfang der 1950er Jahre Iossif Samuilowitsch Schklowski und Pawel Petrowitsch Parenago, die zudem auf eine Supernova schlossen, und parallel dazu Walter Baade und Rudolph Minkowski, die das damals größte, 5 Meter durchmessende, Hale-Teleskop verwendeten und in Spektroskopien Hinweise für Gasgeschwindigkeiten im Nebel von bis 3.000 km/s feststellten, jedoch die These einer Supernova erst später akzeptierten und durch ein Eingrenzen des Alters dann weiter untermauerten.

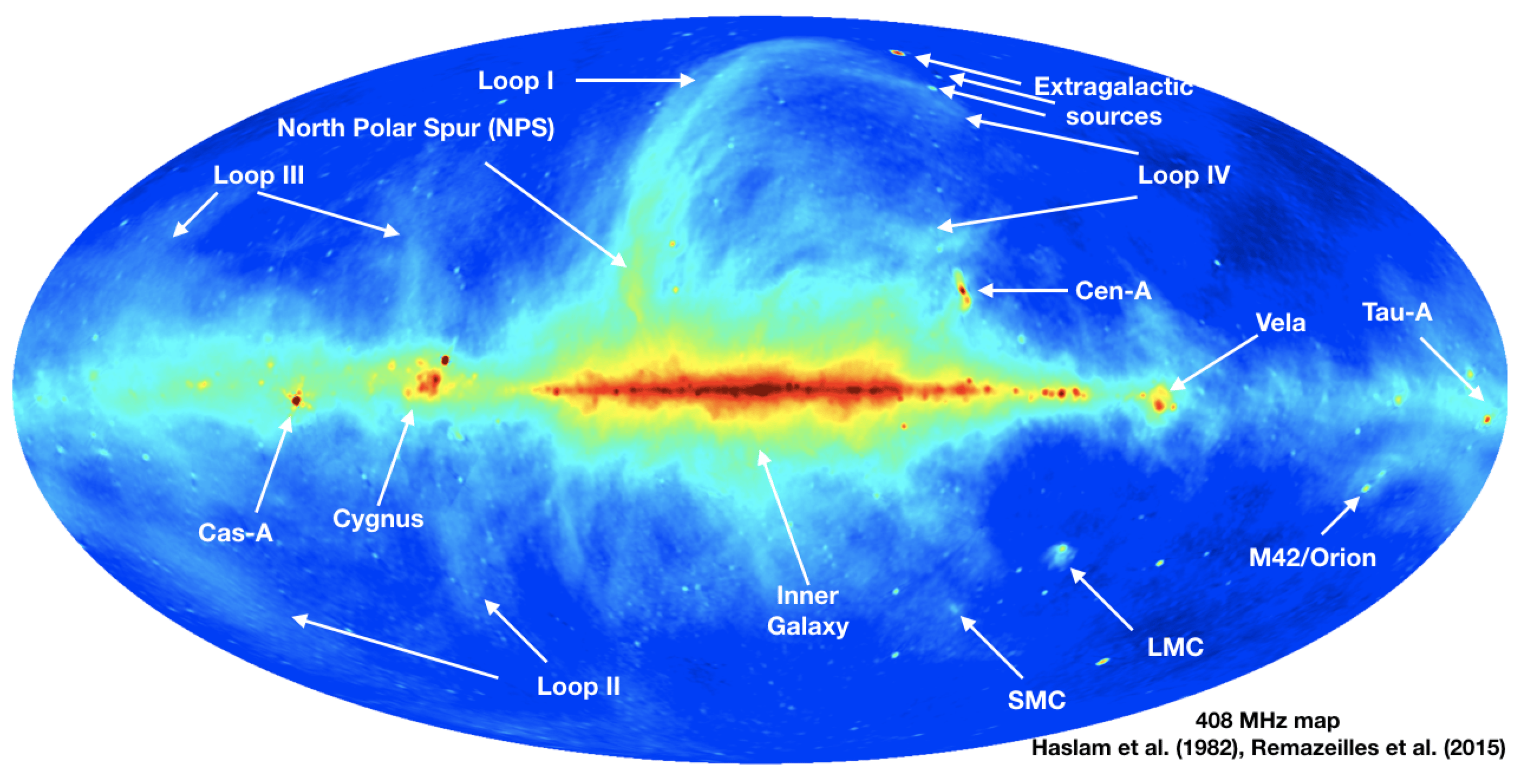
Eine radioastronomische Himmelsdurchmusterung zeigt prominent Cassiopeia A (halblinks).

Cassiopeia A war bis zur Entdeckung von Supernovaüberrest G1.9+0.3 der jüngste bekannte Supernova-Überrest in unserer Galaxis. Anhand eines Lichtechos ist es gelungen, die historische Supernova nachträglich spektral zu beobachten. Ein Lichtecho entsteht durch die Streuung an Staubteilchen der interstellaren Materie; da der Staub außerhalb der Sichtlinie Erde-Supernova liegt, ist der Weg des Lichtes länger, und noch heute kann der Explosionsblitz untersucht werden. So wurde mit Hilfe des MIPS-Instruments am Spitzer-Weltraumteleskop das Infrarotspektrum der Supernova untersucht, die demnach zum Typ IIb gehört. Demnach handelt es sich bei Cassiopeia A um den Supernova-Überrest einer Kernkollapssupernova eines ehemaligen Roten Überriesen, der seine wasserstoffreiche Atmosphäre schon vor der Explosion durch Sternwind verloren hat.
Bei Beobachtungen mit dem Röntgenteleskop Chandra konnte eine punktförmige Röntgenquelle nahe dem Zentrum von Cas A = 3C 461 = SNR G111.7-2.1 gefunden werden. Da weder im Optischen noch im Bereich der Röntgenstrahlung eine Variabilität der Quelle gefunden werden konnte, ist es sehr unwahrscheinlich, dass es sich um einen kataklysmischen Veränderlichen im Vordergrund oder einen aktiven galaktischen Kern im Hintergrund von Cassiopeia A handelt. Das Röntgenspektrum lässt sich am besten beschreiben als das eines Neutronensterns mit einem polaren Fleck mit einer Temperatur von circa 2,8 Millionen Kelvin.

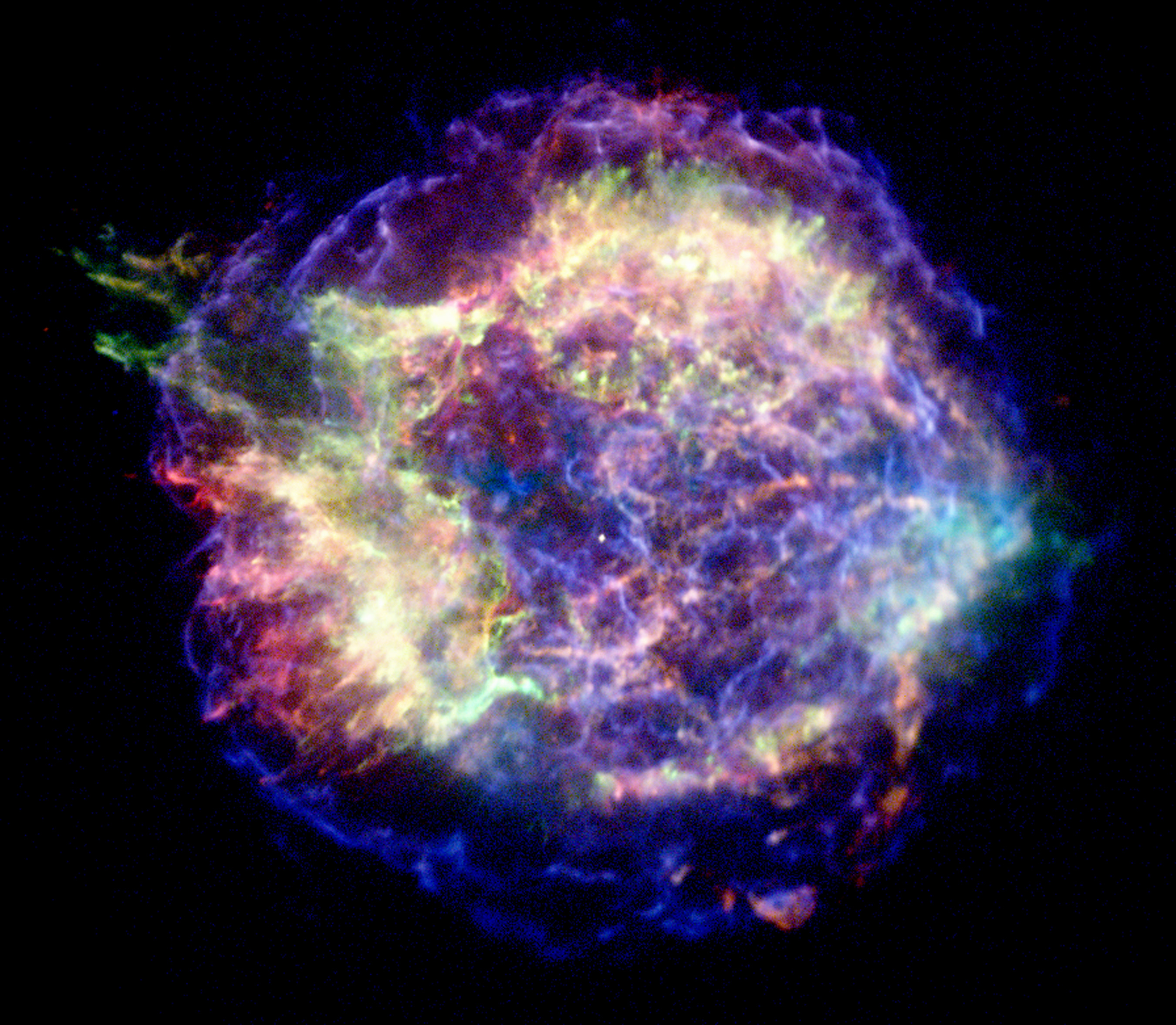
Röntgenaufnahme mithilfe des Chandra-Weltraumteleskops
Aufnahme im Wellenlängenbereich 625–850 nm, Hubble-Weltraumteleskop
Zwei Aufnahmen mithilfe der Infrarotkameras NIRCam (1,6–4,4 µm) und MIRI (5,6–25 µm) des James Webb-Weltraumteleskops
- Räumliche  Rekonstruktion anhand von Aufnahmen des Chandra- und des Spitzer-Weltraumteleskops